# Chorizagrotis agroica
Chorizagrotis agroica är en fjärilsart som beskrevs av Paul Dognin 1916. Chorizagrotis agroica ingår i släktet Chorizagrotis och familjen nattflyn. Inga underarter finns listade i Catalogue of Life.